# Kaman SH-2G Super Seasprite
El SH-2G Súper Seasprite, es un helicóptero de peso intermedio de primera línea, fabricado por Kaman Aerospace, y en servicio en la Armada de los Estados Unidos y otras fuerzas alrededor del mundo. Para el presente, 16 helicópteros SH-2G estaban en servicio en dos escuadrones de la armada estadounidense (HSL-94 y HSL-84). Su primer vuelo fue en 1985, y entró en servicio con la Armada de los Estados Unidos en 1993. El SH-2G Súper Seasprite fue retirado de servicio, y puesto en estado de reserva con la Reserva Naval de la Armada de los Estados Unidos, en mayo de 2001.
El Super Seasprite SH-2G puede ser configurado para diferentes misiones ya que su equipamiento puede ser configurado para la guerra antisubmarina (ASW), la guerra contra buques de superficie (ASuW), y puede incluso portar sistemas contramedidas de minas en el aire (AMCM), vigilancia, búsqueda y rescate (SAR) además de ser usado en operaciones encubiertas.

## Historia
La Armada australiana ordenó 11 helicópteros para equipar a las fragatas clase Anzac en 1997 en virtud de un contrato de A $ 667m. Las entregas comenzaron en enero de 2001 y diez fueron entregados en febrero de 2007. El SH-2G australiano (A) está equipado con la Northrop Grumman (antes Litton) sistema de aviónica táctico integrado (ITAS), sistema de control de vuelo automático digital y misiles Penguin.
El SH-2G (A) recibió la recepción provisional en servicio en octubre de 2003. Los helicópteros fueron fundadas en mayo de 2006, después de los problemas con el sistema de control de vuelo y software ITAS.
Una revisión del programa se inició en mayo de 2006 y en mayo de 2007, la RAN decidió continuar con el proyecto en lugar de buscar alternativas.
Sin embargo, en marzo de 2008, la RAN finalmente anunció la cancelación del programa. Los helicópteros fueron devueltos a Kaman para su posible venta a otro cliente. Todas las ganancias obtenidas serán compartidos entre Kaman y el Gobierno de Australia.
El SH-2G (I) Seasprite es la última versión del SH-2G Súper Seasprite. Se muestra en la Defensa del Mar Negro y Aeroespacial de Ferias y Congresos celebró en Bucarest, Rumania, en septiembre de 2008 para atraer potenciales clientes internacionales.
La Armada de Nueva Zelanda ordenó cinco unidades en 1997, para sus dos fragatas Anzac y la fragata Leander Clase, HMNZS Canterbury en virtud de un contrato de 12 millones de dólares neozelandeses. Las entregas comenzaron en 2001 y finalizaron en marzo de 2003 y los cinco han entrado en servicio, estando estos aparatos armados con misiles AGM-65 Maverick .
Egipto ordenó diez SH-2G (E), equipado con un sonar de inmersión y un acoplador libración digital en 1995 en virtud de un acuerdo militar extranjera en venta (FMSA) con la Armada de Estados Unidos. Las entregas comenzaron en 1997 y finalizaron en 1998. Egipto perdido un avión durante aa accidente de mar en 2006. 
En agosto de 2005, la Fuerza Aérea de Egipto adjudicó un contrato de $ 5,3 millones a Kaman para modernizar dos helicópteros SH-2G (E) Súper Seasprite con una opción para incluir dos aviones más. El SH-2G (E) dos aviones actualizados fueron entregados en febrero de 2009.
Las actualizaciones incluyen además del sistema de control automático de vuelo digital (DAFCS), sistemas, sistemas de vigilancia de la salud y la utilización de FLIR (HUMS), Ale-47 contramedidas dispensación, actitud APN-194 altímetro radar y AHS-1000 en dirección de sistemas que hacen referencia (AHRS)
La armada polaca tiene cuatro SH-2G, transferidos de la Marina de Estados Unidos en 2002/3, para servir en fragatas ex-USN Oliver Hazard Perry.
En octubre del año 2014, la Marina de guerra del Perú adquiere cinco helicópteros navales reacondicionados Kaman Aerospace SH-2G Seasprite. La adquisición se enmarca en el proceso de recuperación de capacidades de la Marina peruana, también friman un contrato para la modernización de los cinco helicópteros navales SH-2G Seasprite comprados por la Marina de Guerra del Perú (MGP). El contrato es consecuencia directa de acuerdos alcanzados con el Ministerio de Defensa del Perú y la empresa General Dynamics Canada. Dicho contrato contempla la integración de un moderno sistema de misión en cuatro de los helicópteros SH-2G, los cuales serán además remanufacturados. La quinta unidad recibirá un completo overhaul antes de su entrega a la MGP.
Ejecutivos de General Dynamics Canada han indicado que los requerimientos operacionales de la Marina peruana guardan ciertas similitudes con aquellos de Canadá, por lo que la modernización de los helicópteros peruanos incorporará ciertas características de los proyectos de modernización de Aurora Incremental Modernization Program (modernización de los aviones de patrulla marítima CP-140 Aurora, la variante canadiense del P-3 Orion) y del CH-148 Maritime Helicopter Project (modernización del helicóptero CH-148 Cyclone, variante local del Sikorsky S-92).
Los helicópteros SH-2G Seasprite tienen capacidades multimisión (guerra antisuperficie, antisubmarina, exploración y reconocimiento, guerra electrónica), pueden portar torpedos ligeros, dos misiles ligeros antibuque Kongsberg Penguin, misiles aire-superficie AGM-65 Maverick y AGM-114 Hellfire. En el caso de la Armada Peruana, sumaban la capacidad de operar hasta 02 misiles Exocet AM 39 Block 2, incrementando su poder disuasivo. Además, la tripulación la componen tres personas y tienen capacidad para transportar hasta cinco pasajeros, en configuración de evacuación aeromédica pueden transportar dos camillas y dos asistentes médicos. Integran procesador acústico a bordo, detector de anomalías magnéticas MAD, data bus digital MI-STD-1553B, calificado para sonar calable, monitores multifuncionales, sonoboyas, enlace de datos, radar multi-modo, sistema de contramedidas electrónicas, entre otros.

## Variantes
YSH-2G
SH-2G prototipo.
SH-2G Super Seasprite
Helicóptero de guerra antisubmarina, impulsado por dos (1.285 kW) General Electric T700-GE-401 motores turboeje 1723-SHP..
SH-2G(A)
Version de Exportación para Australia, Actualizado antes para US Navy SH-2F.
SH-2G(E)
Versión de exportación para Egipto , actualizado del ex Marina estadounidense SH-2F.
SH-2G(M)
Versión de exportación propuesto para Malaysia.
SH-2G(NZ)
Versión de exportación para Nueva Zelanda.
SH-2G(I)
Rediseñados SH-2G(A) Vendidos a Nueva Zelanda.

## Operadores
Estados Unidos
- Armada de los Estados Unidos. SH-2F Introducido en 1993.

 Nueva Zelanda
- Real Fuerza Aérea de Nueva Zelanda.[3]

 Perú
- Marina de Guerra del Perú.

 Polonia
 Egipto
 Australia

## Especificaciones

### UH-2A
Referencia datos: Carrier Aviation Air Power Directory.

### Características generales
- Tripulación: 2 (piloto y copiloto)
- Longitud: 15,90 m
- Diámetro rotor principal: 13,41 m
- Altura: 4,11 m
- Área circular: 141,26 m²
- Peso vacío: 2.127 kg
- Peso máximo al despegue: 4.627 kg
- Planta motriz: 1× turboeje General Electric T700-GE-401.
  - Potencia: 1.137 kW 1.525 HP
- Hélices: rotor principal de 4 palas y rotor de cola de 3.

### Rendimiento
- Velocidad nunca excedida (Vne): 278 km/h (150 nudos)
- Velocidad máxima operativa (Vno): 261 km/h (141 nudos)
- Velocidad crucero (Vc): 222 km/h (120 nudos)
- Alcance: 1.080 km
- Techo de vuelo: 5.305 m (17.400 ft)

### SH-2F
Referencia datos: The Encyclopedia of World Military Aircraft.

### Características generales
- Tripulación: 3 (piloto, copiloto/coordinador táctico (TACCO por sus siglas en inglés), y operador de sensores (SENSO en inglés))
- Longitud: 15,9 m
- Diámetro rotor principal: 13,41 m
- Altura: 4,72 m
- Área circular: 141,26 m²
- Peso vacío: 3.193 kg
- Peso máximo al despegue: 5.805 kg
- Planta motriz: 2× turboeje General Electric T58-GE-8F.
  - Potencia: 1.007 kW 1.350 HP cada uno.
- Hélices: rotor principal y rotor de cola ambos de 4 palas.

### Rendimiento
- Velocidad máxima operativa (Vno): 265 km/h (143 nudos)
- Velocidad crucero (Vc): 241 km/h (130 nudos)
- Alcance: 679 km
- Techo de vuelo: 6.860 m (22.500 ft)

### Armamento
- Misiles: diversos tipos de misiles antibuque y también AGM-65 Maverick .
- Otros: 2× torpedos Mk 46 o Mk 50

### Desarrollos relacionados
- Kaman H-2 Tomahawk

### Aeronaves similares
- SH-60 Seahawk
- Westland Lynx

### Secuencias de designación
- Secuencia H-_ (Helicópteros estadounidenses, redesignación de 1962 usando números antiguos): H-1 (UH-1/N/Y, AH-1/J/T/W/Z) - H-2/G/Tomahawk - H-3 (SH-3, CH-3/HH-3) - H-4 - H-5 →

### Listas relacionadas
- Anexo:Aeronaves de la Fuerza Aérea de los Estados Unidos (históricas y actuales)